# Liste der Bauwerke von Dominikus Böhm
Diese Liste der Bauwerke von Dominikus Böhm enthält Bauten und andere realisierte Projekte (Denkmäler, Innenausbauten), für die der Architekt in der einschlägigen Literatur als allein oder mit anderen planungsverantwortlich genannt wird. Überschneidungen ergeben sich im Spätwerk des Architekten mit der Werkliste seines Sohnes Gottfried Böhm, mit dem er seit 1948 das Büro gemeinsam führte. Vorhandene Werklisten in der angegebenen Literatur weichen zum Teil voneinander ab oder unterscheiden nicht nach Projektentwürfen und realisierten Bauten; diese Liste strebt weitestmögliche Vollständigkeit aller realisierten Bauten an.

## Sakralbauten
|  | Bauwerk                                                                                   | Ort                                                      | Projektlaufzeit                                   | Partner                                                                           | Erhalten | Quellenlage (bei Unklarheit)                                                   |
|  | ----------------------------------------------------------------------------------------- | -------------------------------------------------------- | ------------------------------------------------- | --------------------------------------------------------------------------------- | --- | ------------------------------------------------------------------------------ |
|  | Leichenhalle                                                                              | Jettingen-Scheppach, Friedhofsweg, Friedhof, Fl.-Nr. 179 | 1902                                              |                                                                                   | |                                                                                |
|  | Notkirche St. Josef                                                                       | Offenbach am Main, Friedrichsring                        | 1914–1920                                         |                                                                                   | 1947 abgerissen |                                                                                |
|  | Umgestaltung der katholischen Kapelle                                                     | Heisterbacherrott                                        | um 1920                                           |                                                                                   | | Hoff 1962                                                                      |
|  | Feldkapelle beim Krankenhaus                                                              | Jettingen-Scheppach, Krankenhausstraße, Fl.-Nr. 157/1    | 1920                                              |                                                                                   | | HAStK 1208/1/60                                                                |
|  | Umbau der Pfarrkirche St. Johann Baptist                                                  | Neu-Ulm, Johannesplatz                                   | 1921–1927                                         |                                                                                   | | div.                                                                           |
|  | Benediktinerabtei St. Benediktsberg                                                       | Lemiers bei Vaals (Niederlande)                          | 1921–1923                                         | Martin Weber                                                                      | | div.                                                                           |
|  | Umbau und Erweiterung der Kirche St. Paul                                                 | Offenbach am Main, Kaiserstraße 62                       | 1922–1923                                         | Martin Weber                                                                      | | Seib 1999                                                                      |
|  | Pfarrkirche St. Peter und Paul                                                            | Karlstein am Main-Dettingen, Luitpoldstraße              | 1922–1923                                         | Martin Weber                                                                      | | div.                                                                           |
|  | Erweiterung der Kirche St. Bonifatius                                                     | Karlstein am Main-Großwelzheim                           | 1925–1927                                         | Martin Weber                                                                      | ja, ab Juli 2009 Innenrenovierung | div.                                                                           |
|  | Dorfkirche St. Apollinaris                                                                | Lindlar-Frielingsdorf                                    | 1926–1928                                         |                                                                                   | ja |                                                                                |
|  | Pfarrkirche Christkönig                                                                   | Bischofsheim (Mainspitze), Hochheimer Straße             | 1926                                              |                                                                                   | ja |                                                                                |
|  | Krankenhauskapelle des Herz-Jesu-Krankenhauses                                            | Lindlar, Hauptstraße 55                                  | 1927–1929                                         |                                                                                   | durch Umbaumaßnahmen 1959/1960 und Sanierung 1987 „vollständig eliminiert“                                                                      |                                                                                |
|  | Christus-König-Kirche                                                                     | Leverkusen-Küppersteg, Pestalozzistraße 1a               | 1927–1928, Turm 1956 durch Gottfried Böhm ergänzt |                                                                                   | |                                                                                |
|  | Altar                                                                                     | Hamminkeln-Marienthal                                    | 1927                                              |                                                                                   | | Hoff 1962                                                                      |
|  | Beichtkapelle zu Kirche St. Alban                                                         | Erftstadt-Liblar                                         | 1927–1930                                         |                                                                                   | großer Teil der Kirche im Krieg zerstört und wiederaufgebaut, Kapelle erhalten, laut örtlicher Auskunft wenig erkennbar.                        |                                                                                |
|  | Neubau der Pfarrkirche St. Mariä Verkündigung                                             | Freihalden, Obere Dorfstraße 29                          | 1927–1929                                         |                                                                                   | ja |                                                                                |
|  | Asthmakrankenhaus, Kloster und Kirche St. Kamillus                                        | Mönchengladbach                                          | 1928–1931                                         |                                                                                   | ja, mit Beeinträchtigungen; Innenausstattung Kirche weitestgehend erhalten                                                                      |                                                                                |
|  | Krankenhaus-Kirche St. Elisabeth                                                          | Köln-Hohenlind, Werthmannstraße 1                        | 1928–1932                                         |                                                                                   | mit Beeinträchtigungen |                                                                                |
|  | Kath. Abteilung auf der Pressa (Immaculata-Abteilung)                                     | Köln                                                     | 1928                                              |                                                                                   | nein, temporärer Bau |                                                                                |
|  | Pfarrkirche St. Franziskus                                                                | Mönchengladbach-Rheydt-Geneicken, Franziskusstraße 5     | 1929–1933                                         |                                                                                   | ja |                                                                                |
|  | Franziskanerkirche St. Elisabeth                                                          | Hagen                                                    | 1929–1930                                         |                                                                                   | 1945 Kirche vollständig zerstört, Reste der Außenanlage erhalten                                                                                |                                                                                |
|  | Erweiterung der Pfarrkirche St. Elisabeth,                                                | Birken-Honigsessen                                       | 1929–1930                                         |                                                                                   | ja |                                                                                |
|  | Pfarrkirche St. Josef                                                                     | Hindenburg (Oberschlesien) (heute Zabrze, Polen)         | 1929–1931                                         |                                                                                   | ja |                                                                                |
|  | Priesterseminar                                                                           | Limburg an der Lahn, Weilburger Straße 16                | 1929–1931                                         | Hans Rummel und Christoph Rummel                                                  | ja |                                                                                |
|  | Stadtpfarrkirche St. Wolfgang                                                             | Regensburg-Kumpfmühl                                     | 1930–1940                                         |                                                                                   | Kriegsbeschädigungen, Wiederaufbau durch Hans Beckers, Bauleitung der ursprünglichen Kirche                                                     |                                                                                |
|  | Pfarrkirche St. Engelbert                                                                 | Köln-Riehl                                               | 1930–1932                                         |                                                                                   | ja |                                                                                |
|  | Kirche Stella Maris                                                                       | Norderney                                                | 1930–1931                                         |                                                                                   | ja |                                                                                |
|  | Diaspora-Kirche                                                                           | Bad Marienberg (Westerwald)                              | 1931–1932                                         |                                                                                   | |                                                                                |
|  | Pfarrkirche Heilig-Kreuz                                                                  | Osnabrück-Schinkel, Schützenstraße                       | 1931–1933                                         |                                                                                   | ja |                                                                                |
|  | Pfarrkirche St. Josef                                                                     | Lingen-Laxten, Josefstraße                               | 1932–1937                                         |                                                                                   | ja, ab Juni 2009 renoviert, wieder eröffnet am 13. Dezember 2009                                                                                |                                                                                |
|  | Pfarrkirche St. Engelbert                                                                 | Essen, Rellinghauser Straße 87                           | 1933–1936, 1953–1955                              |                                                                                   | ja, starke Kriegsschäden, 1953–1955 von Böhm verändert wieder aufgebaut                                                                         |                                                                                |
|  | Kloster Garnstock mit Franziskanerkirche (Um- und Erweiterungsbau)                        | Baelen bei Eupen                                         | 1934                                              |                                                                                   | ja |                                                                                |
|  | Kirche St. Marien                                                                         | Nordhorn Schlieperstraße                                 | 1934–1935                                         |                                                                                   | ja |                                                                                |
|  | Christ-König-Kirche                                                                       | Hamminkeln-Ringenberg, Hauptstraße 23                    | 1934–1945                                         |                                                                                   | „weit gehend original erhalten“ |                                                                                |
|  | Pfarrkirche Herz Jesu                                                                     | Bremen-Neustadt, Kornstraße                              | 1935–1936                                         |                                                                                   | 1964/65 erweitert und durch Fenstereinbrüche im Charakter stark verändert. Chorbereich völlig umgestaltet                                       |                                                                                |
|  | Heilig-Kreuz-Kirche                                                                       | Bocholt, Königsmühlenweg                                 | 1936–1937                                         |                                                                                   | ja |                                                                                |
|  | Pfarrkirche St. Ludger, Altar, Chor, Kanzel                                               | Duisburg                                                 | 1936–1938                                         |                                                                                   | ja | HAStK 1208/2/41                                                                |
|  | Heilig-Kreuz-Kirche                                                                       | Dülmen                                                   | 1936–1939                                         |                                                                                   | ja |                                                                                |
|  | Krankenhauskapelle St.-Vincenz-Hospital                                                   | Haselünne                                                | 1936–1938                                         |                                                                                   | ja, anscheinend | div.                                                                           |
|  | Taufkapelle zur Pfarrkirche St. Mariae Geburt                                             | Mülheim an der Ruhr, Althofstraße                        | 1936–1937                                         | Kirche 1928/1929 von Emil Fahrenkamp                                              | | div.                                                                           |
|  | St. Dreikönige, Altar und Tabernakel                                                      | Neuss am Rhein                                           | 1936                                              |                                                                                   | nach dem Krieg leicht verändert | div.                                                                           |
|  | Benediktinerabtei St. Josef, Kirchenfassade                                               | Billerbeck-Gerleve (Westfalen)                           | 1937–1938                                         |                                                                                   | ja |                                                                                |
|  | Notkirche Herz Jesu                                                                       | Dorsten-Deuten                                           | 1937–1942                                         |                                                                                   | ja, anscheinend | div.                                                                           |
|  | Erweiterung der Kapelle, Glasfenster                                                      | Neuenrade-Küntrop                                        | 1938–1940                                         |                                                                                   | | div.                                                                           |
|  | Kath. Kirche St. Anton, Glasfenster                                                       | Pirmasens                                                | 1942                                              | Gottfried Böhm                                                                    | | div.                                                                           |
|  | Sakristeianbau, Arkaden, Jugendheim, Kriegerkapelle, Leichenhaus zu Pfarrkirche St. Georg | Kemnat (Schwaben), Fl.-Nr. 70                            | 1945–1949                                         |                                                                                   | | Hoff 1962                                                                      |
|  | Pfarrkirche St. Wendelin                                                                  | Eppelborn-Dirmingen                                      | 1945–1950                                         |                                                                                   | | div.                                                                           |
|  | Wiederaufbau der Kirche St. Moritz                                                        | Augsburg, Moritzplatz                                    | 1935–1951                                         |                                                                                   | |                                                                                |
|  | Heilig-Geist-Kirche                                                                       | Hagen-Emst Willdestraße                                  | 1946–1955                                         | Gottfried Böhm                                                                    | |                                                                                |
|  | Wiederaufbau der Pfarrkirche St. Max                                                      | Augsburg, Franziskanergasse 8                            | 1946–1951                                         |                                                                                   | | div.                                                                           |
|  | Kirche St. Petrus Canisius mit Pfarr- und Küsterhaus                                      | Köln-Buchforst                                           | 1947–1953                                         |                                                                                   | Wiederherstellung |                                                                                |
|  | Wiederaufbau der Pfarrkirche St. Joseph                                                   | Duisburg                                                 | 1947–1950                                         |                                                                                   | | div.                                                                           |
|  | Wiederaufbau der Kirche Heilige Dreikönige                                                | Neuss                                                    | 1947–1961                                         | Gottfried Böhm                                                                    | |                                                                                |
|  | Wiederaufbau der Kirche St. Clemens                                                       | Solingen                                                 | 1948–1949 und 1955–1957                           | Gottfried Böhm                                                                    | ja |                                                                                |
|  | Wiederaufbau und Ausstattung der Pfarrkirche St. Michael                                  | Emden                                                    | 1946–1950                                         |                                                                                   | ja, vermutlich stark verändert |                                                                                |
|  | Wiederaufbau und Erweiterung der Pfarrkirche St. Martin mit Neubau des Pfarrhofs          | Cochem, Moselpromenade                                   | 1948–1951                                         |                                                                                   | |                                                                                |
|  | Wiederaufbau der Kirche St. Matthias                                                      | Köln-Bayenthal                                           | 1948–1949                                         |                                                                                   | |                                                                                |
|  | Umgestaltung der Fassade der Kapelle bzw. Kirche                                          | Schuld (Ahr)                                             | 1948                                              |                                                                                   | ja | HAStK 1208/1/140                                                               |
|  | Wiederaufbau der Kirche St. Antonius                                                      | Münster                                                  | 1949–1952, Pehnt: 1953                            | Gottfried Böhm                                                                    | | div.                                                                           |
|  | St. Maria Magdalena                                                                       | Geldern                                                  | 1949–1952                                         |                                                                                   | 2002–2004 Innenrenovierung durch die Architekten Feja und Kemper; Orientierung am Entwurf Böhms, Balkendecke der 1950er Jahre wieder freigelegt | Beide Hauptquellen (Voigt und Hoff, 1962) nennen die Kirche nur als „Projekt“. |
|  | Wiederaufbau der Pfarrkirche St. Josef                                                    | Köln-Kalk                                                | 1949–1952                                         | Gottfried Böhm                                                                    | |                                                                                |
|  | Kirche St. Maria Königin                                                                  | Köln-Marienburg                                          | 1951–1954                                         | Glasmalerei von Heinz Bienefeld: http://www.glasmalerei-ev.net/pages/k10299.shtml | |                                                                                |
|  | Pfarrkirche St. Marien                                                                    | Ochtrup                                                  | 1951–1953                                         |                                                                                   | ja | div.                                                                           |
|  | St. Johann Baptist (Wiederaufbau)                                                         | Geilenkirchen-Hünshoven                                  | 1951–1954                                         | Gottfried Böhm                                                                    | |                                                                                |
|  | St. Elisabeth                                                                             | Koblenz-Rauental                                         | 1951–1963                                         | Gottfried Böhm                                                                    | |                                                                                |
|  | Wiederaufbau der Kirche Herz Jesu                                                         | Euskirchen                                               | 1951–1962                                         | Gottfried Böhm                                                                    | |                                                                                |
|  | Pfarrkirche St. Albert (Pfarrhof)                                                         | Saarbrücken-Rodenhof                                     | 1951–1968, Pehnt: 1951–1953                       | Gottfried Böhm (Kirche)                                                           | |                                                                                |
|  | Wiederaufbau der Kapelle Borromeum                                                        | Münster                                                  | 1952                                              |                                                                                   | |                                                                                |
|  | Pfarrkirche St. Ursula                                                                    | Hürth-Kalscheuren                                        | 1952–1971, Pehnt: 1957–1958                       | Gottfried Böhm                                                                    | |                                                                                |
|  | Pfarrkirche St. Veit                                                                      | Mayen, St.-Veit-Straße                                   | 1952–1955                                         |                                                                                   | ja | div.                                                                           |
|  | Erweiterung der Liebfrauenkirche                                                          | Püttlingen                                               | 1952–1954                                         | Gottfried Böhm                                                                    | |                                                                                |
|  | Liebfrauenkirche                                                                          | Burscheid-Hilgen                                         | 1953–1954                                         |                                                                                   | |                                                                                |
|  | Pfarrkirche Igreja Matriz São Luís Gonzaga                                                | Brusque, Santa Catarina, Brasilien                       | 1953–1959                                         | Gottfried Böhm                                                                    | |                                                                                |
|  | Kirche Igreja Matriz São Paulo Apóstolo                                                   | Blumenau (Brasilien)                                     | 1953–1961, Pehnt: 1954                            | Gottfried Böhm                                                                    | |                                                                                |
|  | Kirche Getulio                                                                            | Presidente Getúlio, Santa Catarina, Brasilien            | 1953–1954                                         | Gottfried Böhm                                                                    | |                                                                                |
|  | Kirche St. Joseph                                                                         | Köln-Rodenkirchen                                        | 1954–1966                                         | Gottfried Böhm                                                                    | |                                                                                |
|  | Erweiterung der Kirche St. Elisabeth                                                      | Köln-Höhenberg                                           | 1954–1957                                         | Gottfried Böhm                                                                    | |                                                                                |
|  | Wiederaufbau der Pfarrkirche St. Anna                                                     | Köln-Ehrenfeld                                           | 1954–1956                                         | Gottfried Böhm                                                                    | |                                                                                |
|  | Pfarrkirche St. Paulus                                                                    | Bonn-Beuel                                               | 1955–1958                                         | Gottfried Böhm                                                                    | |                                                                                |

## Öffentliche und privat-öffentliche Bauten
|  | Bauwerk                                                           | Ort                                       | Projektlaufzeit | Erhalten | Quellenlage (bei Unklarheiten) |
|  | ----------------------------------------------------------------- | ----------------------------------------- | --------------- | --- | ------------------------------ |
|  | Gasthof zur Ente                                                  | Jettingen-Scheppach                       | 1902–1903       | | Hoff 1962                      |
|  | Kindergarten „Franziskushaus“                                     | Jettingen-Scheppach                       |                 | | 1903 oder 1907                 |
|  | Alte Mainbrücke                                                   | Würzburg                                  | 1910            | | DAM 027-002-001                |
|  | Turnhalle                                                         | Wettenhausen                              | 1910            | Als „Dominikus Böhm Bau“ bzw. „Ehemalige Gymnastikhalle“ für Kulturveranstaltungen genutzt, denkmalgeschützt. | Hoff 1962                      |
|  | Lichtspieltheater, Innenausbau                                    | Offenbach am Main, Frankfurter Str. 63    | 1911            | Falls je gebaut, nicht mehr existent                                                                          | ohne Quelle                    |
|  | Hotel Luisenbad                                                   | Bad Reichenhall                           | 1917–1918       | nein, um 2020 durch Neubau ersetzt                                                                            | div.                           |
|  | Altersheim und Kloster am Montagsmarktplatz                       | Hindenburg O.S./Zabrze (Polen)            | 1928–1929       | | div.                           |
|  | Gewerbliche Berufsschule am Montagsmarktplatz                     | Hindenburg O.S./Zabrze (Polen)            | 1928–1929       | |                                |
|  | Gestaltung Montagsmarktplatz (St.-Kamillus-Platz, plac Traugutta) | Hindenburg O.S./Zabrze (Polen)            | 1928–1929       | | modifiziert umgesetzt.         |
|  | Sparkasse                                                         | Hindenburg O.S./Zabrze (Polen)            | 1929            | ja. |                                |
|  | Kolpinghaus                                                       | Köln                                      | 1929–1930       | ja, im Krieg beschädigt und wieder aufgebaut, ab 1962 von Gottfried Böhm erweitert                            |                                |
|  | Landheim/Jugendheim                                               | Odenthal-Voiswinkel bei Bergisch Gladbach | 1932–1934       | In Anbau integriert, geringfügig umgestaltet, heute Haus Sonnenberg, Kinder- und Jugendbildungsstätte der KjG |                                |
|  | Friedhof und Leichenhalle                                         | Jettingen-Scheppach-Oberwaldbach          | 1938–1950       | |                                |
|  | Heimathaus Münsterland                                            | Telgte, Herrenstraße 1-2                  | 1938            | ja, |                                |
|  | Kameradschaftshaus                                                | Dötlingen                                 | 1938            | | div.                           |
|  | Verwaltungsgebäude der Deutschen Arbeitsfront                     | Oldenburg                                 | 1938            | | div.                           |
|  | Gemeindeamt Vöcklamarkt                                           | Vöcklamarkt                               | 1953            | |                                |

## Gewerbe- und Industriebauten
|  | Bauwerk                                                      | Ort                                  | Projektlaufzeit | Partner | Erhalten                                                 | Quellenlage (bei Unklarheiten) |
|  | ------------------------------------------------------------ | ------------------------------------ | --------------- | ------- | -------------------------------------------------------- | ------------------------------ |
|  | Feinpapierfabrik J. W. Zanders/Kraftwerk                     | Bergisch Gladbach, An der Gohrsmühle | 1930–1931       |         |                                                          |                                |
|  | Sägewerk Hauser                                              | Neusäß-Ottmarshausen bei Augsburg    | 1940–1941       |         |                                                          | div.                           |
|  | Spinnerei und Weberei Gebr. Laurenz, Erweiterung („Rundbau“) | Ochtrup                              | 1941–1942       |         | 1949 Lagerhaus angebaut, heute Nutzung als Outlet-Center |                                |

## Private Bauten
|  | Bauwerk                                                | Ort                                                            | Projektlaufzeit | Partner                                    | Erhalten                                                                             | Quellenlage (bei Unsicherheiten) |
|  | ------------------------------------------------------ | -------------------------------------------------------------- | --------------- | ------------------------------------------ | ------------------------------------------------------------------------------------ | -------------------------------- |
|  | Wohnhaus, Fachwerk                                     | Jettingen-Scheppach , Jugendstil, Weberstraße 16 Fl.-Nr. 172/2 | um 1904         |                                            |                                                                                      |                                  |
|  | Haus „Sonnenschein“, Gartengebäude für Karl Böhm       | Bad Reichenhall, Maximilienstraße 2                            | 1910/11         |                                            | ja; Eintrag D-1-72-114-246, Bayerische Denkmalliste                                  | div.                             |
|  | Hallenanbau an ein Wohnhaus (Ostflügel „Villa Kappes“) | Bingen am Rhein , Kurfürstenstraße 1                           | 1908–1911       |                                            |                                                                                      | Hoff 1962 (mit Abb.)             |
|  | Haus des Papierfabrikdirektors Felix Schöller-Düren    | Offingen an der Donau                                          | 1908            |                                            | ja, identisch mit „Villa Benker“ bzw. heutiger „Mindelvilla“, Aberthamstraße 9       | div.                             |
|  | Villa Direktor Walter                                  | Offingen an der Donau                                          | 1911–1912       |                                            |                                                                                      | div.                             |
|  | Wohnhaus Mayer                                         | Offenbach am Main, Taunusring 19                               | 1912–1913       |                                            |                                                                                      |                                  |
|  | Haus Zimmer                                            | Offenbach am Main, Gartenvorstadt Buchrainweg, Blumenstr. 10   | 1912            |                                            |                                                                                      |                                  |
|  | Haus von Gumppenberg, Umbau und Hauskapelle            | Bad Reichenhall, Kassierfeldweg 1                              | 1914–1915       |                                            | nein, Abriss 1960er Jahre wegen Bau Verkehrsverteiler B 20/B 21 nähe Triftmeisterweg | div.                             |
|  | Wohnhaus Zimmer                                        | Offenbach am Main                                              | 1920            |                                            |                                                                                      | div.                             |
|  | Wohnhaus Heinrich Schildger, Umbau                     | Offenbach am Main, Am Waldpark 25                              | 1924–1926       |                                            |                                                                                      | div.                             |
|  | Haus Mumbauer                                          | Bad Kreuznach                                                  | 1928            |                                            |                                                                                      | Hoff 1962                        |
|  | Haus Groove, Erkeranbau                                | Neuss am Rhein, Parkstraße 29                                  | 1936            |                                            |                                                                                      | HAStK 1208/106                   |
|  | Wohnhaus Mangels                                       | Münster, Bismarckallee 15/17                                   | 1936            | Örtliche Bauleitung: Carl Friedrich Sommer |                                                                                      | HAStK 1208/2/133                 |
|  | Wohnhaus Dr. Schilgen                                  | Münster, Annette-Allee 41                                      | 1937–1938       |                                            | erhalten, 2007 um einen gr. Nebenbau erweitert, kein Denkmalschutz mehr              | div.                             |
|  | Wohnhaus Dominikus Böhm                                | Jettingen-Scheppach                                            | 1938–1940       |                                            |                                                                                      |                                  |
|  | Wohnhaus Schilgen                                      | Münster, Tondernstraße 10                                      | 1948–1951       | Ausführung Bernhard Heins                  |                                                                                      | div.                             |
|  | Wohnhaus Dominikus Böhm                                | Köln-Marienburg                                                | 1931–1932       |                                            | ja                                                                                   |                                  |

## Skulpturen und (Grab-)Denkmäler
|  | Bauwerk                                            | Ort                                               | Projektlaufzeit | Partner | Erhalten                                      | Quellenlage (bei Unklarheit) |
|  | -------------------------------------------------- | ------------------------------------------------- | --------------- | ------- | --------------------------------------------- | ---------------------------- |
|  | Grabmal Lehrer Philipp Bender                      | Offenbach am Main, Alter Friedhof                 | 1913            |         | Mit großer Wahrscheinlichkeit nicht erhalten. | keine Quellen                |
|  | Grabmal Clemens Böhm (bzw. Familiengrab Böhm)      | Jettingen-Scheppach, Friedhof                     | 1913            |         |                                               | div.                         |
|  | Familiengrab Scheiber                              | Vöcklamarkt (Österreich)                          | 1919            |         |                                               | DAM 027-014-(001-007)        |
|  | Grabmal Leonhard Thoma                             | Jettingen-Scheppach                               | 1921–1922       |         |                                               | Hoff 1962                    |
|  | Denkmal Hans Zanders                               | Bergisch Gladbach, Werksgelände An der Gohrsmühle | 1929            |         |                                               | div.                         |
|  | Denkmal Dr. Schreiber                              | Vöcklamarkt (Österreich)                          | 1934            |         |                                               | div.                         |
|  | Grabstätte des Prälaten van Acken in St. Elisabeth | Köln-Lindenthal-Hohenlind                         | 1937            |         | ja                                            |                              |
|  | Grabmal Hugo Schmölz                               | Nordfriedhof Köln                                 | 1938            |         |                                               | div.                         |
|  | Grabmal August von Othegraven                      | Köln-Melaten                                      | 1952–1953       |         |                                               |                              |